# Cimetière de Nuits-Saint-Georges
Le cimetière de Nuits-Saint-Georges est le cimetière ancien du village de Nuits-Saint-Georges en Côte-d'Or. Il se trouve tout autour de l'église Saint-Symphorien. L'autre cimetière est le cimetière nouveau de Nuits-Saint-Georges, rue Caumont-Bréon.

## Histoire et description
Le cimetière de Nuits-Saint-Georges, cimetière ancien de village bourguignon, se caractérise par sa grande étendue pour ce type de cimetière et surtout par le nombre de ses tombes anciennes, ce qui lui donne un charme romantique et en fait un agréable lieu de promenade. Beaucoup de sépultures sont liées à l'activité viticole de ce fameux village de l'appellation nuits-saint-georges (tombe Faivelay par exemple). Certaines tombes sont travaillées par des artisans locaux avec des reliefs et des ronds-de-bosse intéressants. La chapelle de la famille Marey-Monge est la plus imposante. Cette famille fameuse du monde du vin descend du conventionnel Nicolas-Joseph Marey et du célèbre mathématicien Gaspard Monge.
On note la tombe commune entourée de grilles de quatre-vingts soldats badois tombés pendant le siège de Nuits-Saint-Georges, le 18 décembre 1870, et un monument aux morts de la guerre de 1870 en forme d'obélisque.

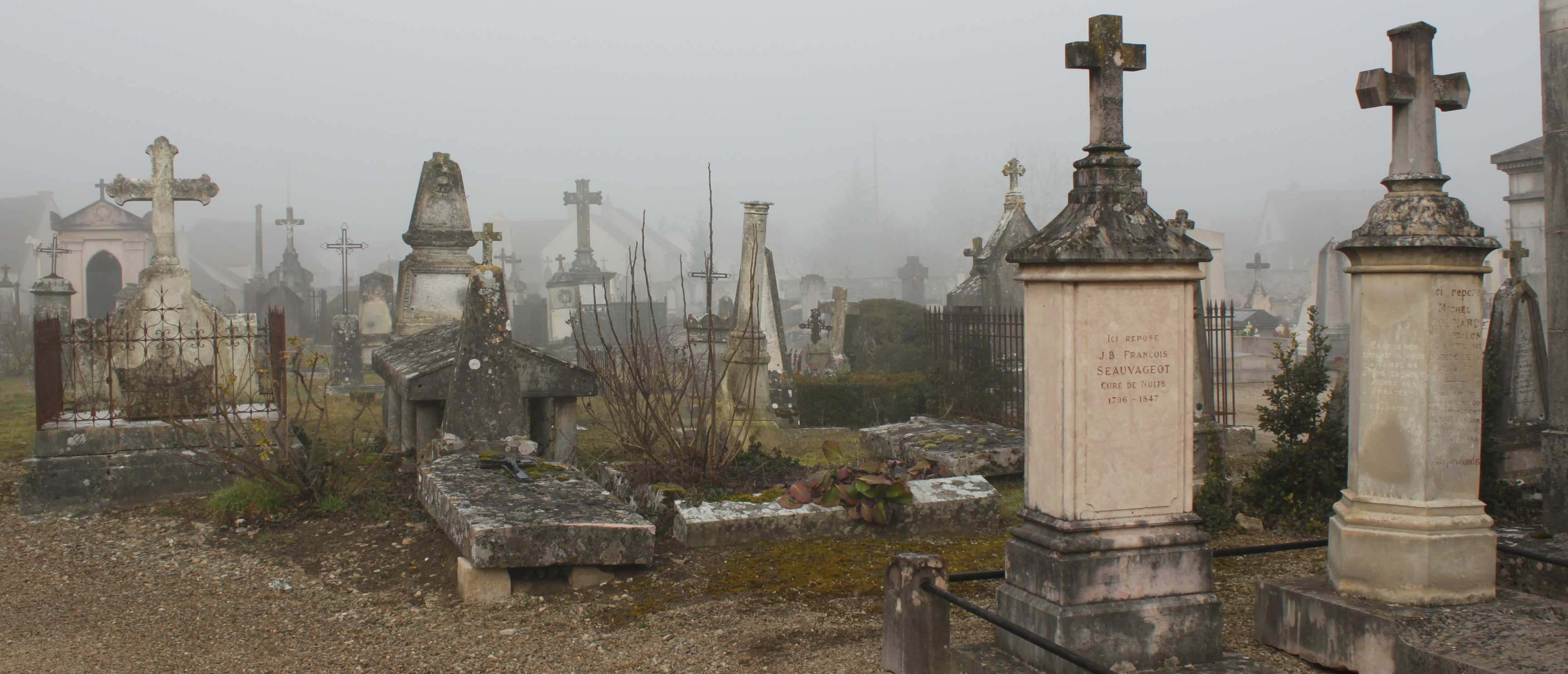
Aspect du cimetière sous la brume.

## Personnalités inhumées
- Bernard Barbier (1924-1998), maire de Nuits-Saint-Georges
- Général Jean-Jacques Basilien, comte d'Empire Gassendi (1748-1828), sénateur et pair de France, allié aux Marey
- Colonel Alexandre Berthier de Grandry (1845-1932), allié aux Marey
- Marie-Thérèse Berthier (1948-2015), historienne de la Bourgogne
- Maurice Javillier (1875-1955), professeur de chimie biologique, président de l'Académie nationale de pharmacie
- Georges Krenger (1816-1877), compositeur et organiste
- Famille Marchand avec l'épouse de Georges Dumézil, née Madeleine Legrand (1897-1987)
- Georges Valentin (1908-1944), as de l'aviation mort au champ d'honneur